# Misil balístico de alcance intermedio

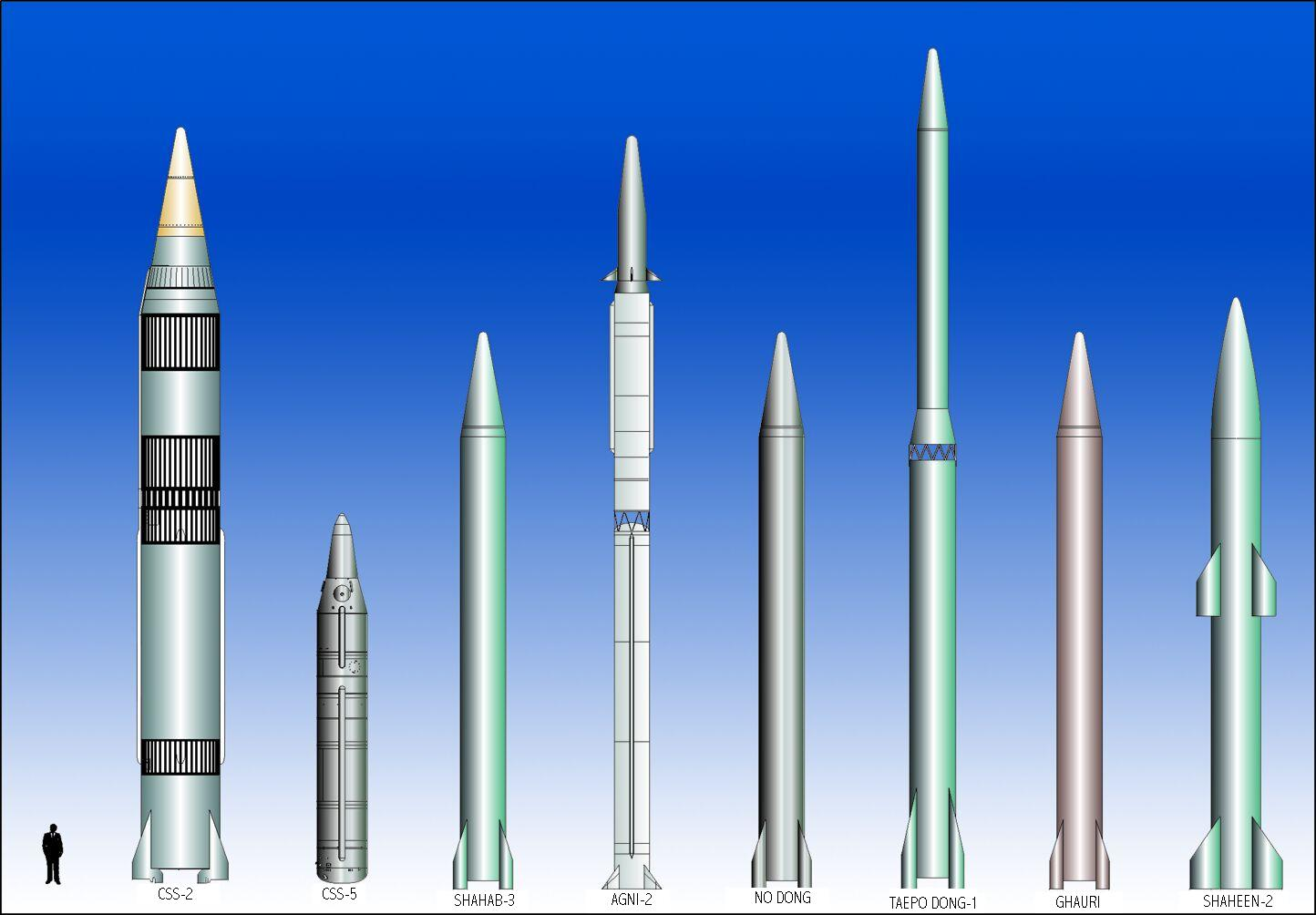
Varios modelos de misiles IRBM y MRBM.

Un misil balístico de alcance intermedio o IRBM (siglas del inglés Intermediate-Range Ballistic Missile) es un misil balístico con un alcance de 3.000–5.500 km, entre un misil balístico de alcance medio y un misil balístico intercontinental. La clasificación de los misiles por alcance es hecho principalmente por conveniencia, en principio existe muy poca diferencia entre un ICBM de bajo desempeño y un IRBM de alto desempeño. La definición de alcance usada aquí es la determinada dentro de la Agencia de Defensa Antimisiles estadounidense. Algunas otras fuentes incluyen una categoría adicional, el «misil balístico de largo alcance» o LRBM (siglas del inglés Long-Range Ballistic Missile), para describir misiles con un alcance entre los IRBM y los verdaderos ICBM. El término más moderno misil balístico de teatro de operaciones (MBTO) abarca los IRBM, MRBM y SRBM, que incluye cualquier misil balístico con un alcance inferior a 3500 km.
Misiles IRBM son actualmente operados por India e Israel. Se estima que algunos otros países, tales como Pakistán, Irán, Libia y Corea del Norte, están desarrollando este tipo de misiles. Estados Unidos, Rusia, República Popular de China, Reino Unido y Francia operaron este tipo de misiles.

## Historia
El progenitor para el IRBM fue el cohete A4b con alas para aumentar el alcance y basado en el famoso V2 (Vergeltungswaffe, "Arma de represalia", oficialmente llamado cohete A4) diseñado por Wernher von Braun ampliamente usado por la Alemania Nazi hacia el final de la Segunda Guerra Mundial para bombardear ciudades inglesas y belgas. El A4b era el prototipo para la etapa superior del cohete A9/A10. La meta del programa era construir un misil capaz de bombardear Nueva York cuando se lanzara desde Francia o España (véase Amerika Bomber). Los cohetes A4b fueron probados unas pocas veces en diciembre de 1944, y enero y febrero de 1945. Todos estos cohetes usaban propelente líquido. El A4b usaba un sistema de guiado inercial, mientras que el A9 habría sido controlado por un piloto. Estos cohetes serían lanzados des una plataforma de lanzamiento no móvil. 
Después de la Segunda Guerra Mundial, von Braun y otros científicos nazis fueron transferidos secretamente, en la Operación Paperclip, a los Estados Unidos para trabajar con el Ejército de Estados Unidos en el desarrollo de la V2 para ser usada como un arma para los Estados Unidos.

## IRBM específicos
| Año       | Modelo                       | Rango km                                                           | Alcance máximo km  | País                        |
| --------- | ---------------------------- | ------------------------------------------------------------------ | ------------------ | --------------------------- |
| 1959      | PGM-17 Thor                  | 1.900                                                              | 2.400              | Estados Unidos, Reino Unido |
| Cancelado | Blue Streak                  | 3.700                                                              |                    | Reino Unido                 |
| 1962      | R-14 Chusovaya (SS-5)        | 3.700                                                              |                    | Unión Soviética             |
| 1970      | DF-3A                        | 4.000                                                              | 5.000              | China, Arabia Saudita       |
| 1976      | RSD-10 Pioneer (SS-20)       | 5.500                                                              |                    | Unión Soviética             |
| 1980      | S3 IRBM                      | 3.500                                                              |                    | Francia                     |
| 2004      | DF-25                        | 3.200                                                              | 4.000              | China                       |
| 2006      | Agni-III                     | 3.500                                                              | 5.000              | India                       |
| 2007      | DF-26                        | 3.500                                                              | 5.000              | China                       |
| 2010      | Hwasong-10/RD-B Musudan      | 2.500                                                              | 4.000 (no probado) | Corea del Norte             |
| 2011      | Agni-IV                      | 4.000                                                              |                    | India                       |
| 2010      | K-4                          | 3.500                                                              |                    | India                       |
| 2017      | Hwasong-12/KN-17             | 3.700                                                              | 6.000              | Corea del Norte             |
| 2007      | Shahab-5                     | 4.000                                                              | 4.300              | Irán                        |
| 2023      | Hyunmoo-5                    | 3.000                                                              | 5.500              | Corea del Sur               |
| 2024      | Long-Range Hypersonic Weapon |                                                                    | en torno a 2.875   | Estados Unidos              |
| 2024      | Hwasong-16b                  | 600-650 (según EEUU y Corea del Sur) 1.000 (según Corea del Norte) | desconocido        | Corea del Norte             |
| 2024      | Oreshnik                     |                                                                    | <5.500             | Rusia                       |